# Виктимность
Викти́мность (от лат. victima — жертва) — склонность становиться жертвой преступления. Это устойчивое свойство личности быть жертвой обстоятельств, преступлений чаще, чем другие люди, или в тех условиях, которые для большинства являются нейтральными.
Понятие виктимности широко употребляется в позитивистской, в том числе российской виктимологии. В современной западной виктимологии термин почти не используется, а допущение, что совершение преступления может зависеть от поведения жертвы, подвергается острой критике как обвинение жертвы.

## Виктимность в позитивистской виктимологии
Один из основоположников позитивистской, или интеракционистской, виктимологии, Б. Мендельсон, в классической работе «Происхождение доктрины виктимологии» даёт определение понятия «виктимность» как аналога понятия «преступность»: если преступность — это состояние, факт или свойство быть преступником, то виктимность — это состояние, факт или свойство быть жертвой.
Некоторые авторы считают, что виктимность «находится в прямой зависимости от состояния преступности: чем более общество поражено преступностью, тем выше шанс любого индивида оказаться жертвой преступления». При таком подходе виктимность рассматривается в связи со статистикой.
По мнению других авторов, виктимность — это «особое свойство пострадавшего от преступления лица (в аспекте криминальной виктимологии, социальной психологии), состоящее в его предрасположенности стать, при определённых обстоятельствах, жертвой преступления».

## Критика понятия
Сам подход, подразумевающий возможность возлагать частичную ответственность за преступление на жертву, в западной науке был подвергнут острой критике в 1970-е годы, в первую очередь со стороны феминистских авторов. Они назвали такой подход обвинением жертвы. Анализируя, прежде всего, исследования случаев изнасилования и домашнего насилия, они показали, что факторы поведения жертвы, которые ранее описывались как «провоцирующие», в действительности являются таковыми не объективно, а в восприятии преступника. Таким образом, по мнению критиков, исследователь, мыслящий в таких категориях, как «провоцирующее поведение жертвы» (или «виктимное поведение»), тем самым оправдывает преступника и, в случае гендерного насилия, возможно, воспроизводит те же патриархальные стереотипы, которые являются причиной исследуемых им преступлений.
Тем не менее, в исследованиях психологии виктимного человека, отмечаются такие его характеристики как: отсутствие желания брать на себя ответственность, отстаивать свои права, подчиняемость, доверчивость, недифференцированная общительность и др., данные характеристики и поведение, как правило, совершенно не осознаются жертвой и могут привести к опасной ситуации.